# Liste der Mitglieder der Deutschen Akademie der Naturforscher Leopoldina/1723
Die Liste der Mitglieder der Deutschen Akademie der Naturforscher Leopoldina für 1723 enthält alle Personen, die im Jahr 1723 zum Mitglied ernannt wurden. Insgesamt gab es drei neu gewählte Mitglieder.

## Mitglieder
| Nr. | Name                   | Beiname       | Geboren       | Aufnahme | Gestorben     | Bild                   | Datenbank |
| --- | ---------------------- | ------------- | ------------- | -------- | ------------- | ---------------------- | --------- |
| 363 | Wilhelm Bernhard Nebel | Achilles III. | 14. Juli 1699 | 8. Mrz.  | 18. Apr. 1748 | Wilhelm Bernhard Nebel | 4392      |
| 364 | Johann Daniel Gohl     | Aeschryon     | 26. Juli 1674 | 20. Mrz. | 2. Apr. 1731  | Johann Daniel Gohl     | 2963      |
| 365 | Johann Rudolph Zwinger | Avicenna II.  | 3. Mai 1692   | 11. Nov. | 31. Aug. 1777 |                        | 7434      |